# Обсада на Пшемишъл
Обсадата на Пшемишъл е най-дълго продължилата обсада през Първата световна война. Тя приключва с поражение за гарнизона на Австро-Унгария, който се отбранява срещу настъпващите руски войски. Пшемишъл (на немски: Premissel) е крепостен град на брега на река Сан. Обграждането му започва на 16 септември 1914 г. и е за кратко прекъснато на 11 октомври след австро-унгарска офанзива. На 9 ноември обсадата е подновена, а австро-унгарският гарнизон се предава на 22 март 1915 г., след като издържа 133 дни под обсада.

## Контекст
През август 1914 г. руските войски се придвижват срещу германска Източна Прусия и австро-унгарска Източна Галиция. Настъплението им в Германия бързо е отблъснато, но галицийската кампания се оказва по-успешна за руснаците. Генерал Николай Иванов побеждава австро-унгарската армия на Франц Конрад фон Хьотцендорф в Галицийската битка (23 август – 11 септември 1914 г.) и целият австро-унгарски фронт се изтегля със 160 km назад до Карпатите. Пшемишълската крепост е единствената австро-унгарска позиция, която удържа настъплението и към 28 септември вече се намира напълно зад руските фронтови линии. Така, руснаците застрашават германската промишлена област Силезия, което повишава важността на Пшемишъл както за германците, така и за австро-унгарците.
Изкопани са 50 km нови окопи и са положени 1000 km бодлива тел, като така се създават седем нови отбранителни линии в периметър около града. В крепостта, военен гарнизон от 127 000 души плюс 18 000 цивилни се оказват обградени от шест руски дивизии. Пшемишъл отразява естеството на Австро-Унгария – ежедневните заповеди трябва да се комуникират на петнадесет езика. Австрийци, поляци, евреи и украинци се намират рамо до рамо в обсадения град, който е подложен на безспирен артилерийски обстрел. Докато броят на убитите, ранените и болните расте, а масовият глад се оказва все по-близко, между различните етноси пламва взаимно недоверие и расово напрежение.

## Първи етап
На 24 септември 1914 г. генерал Радко Димитриев, командващ руската Трета армия, започва обсада срещу крепостта. Димитриев не разполага с достатъчно тежка артилерия в началото и вместо да изчака руското главно командване да му изпрати нужните артилерийски установки, той нарежда пълномащабна атака срещу форта с цел да изпревари пристигането на австро-унгарски подкрепления. В продължение на три дни руснаците атакуват безуспешно, губейки 40 000 души. Междувременно, генерал Паул фон Хинденбург предприема офанзива срещу Варшава на север. Във връзка с немското движение срещу Варшава, австро-унгарският генерал Светозар Бороевич фон Бойна изпраща подкрепления към Пшемишъл. На 11 октомври Димитриев временно спира обсадата и изтегля войските си отвъд река Сан. Конрад фон Хьотцендорф има надежди, че комбинираното нападение на войските на Бороевич и гарнизона в Пшемишъл би могло да нанесе тежък удар по руснаците.
Месец и половина след като руснаците обграждат града, германските войски започват да помагат на хабсбургските части да прекъснат обсадата. На гражданите е наредено да напуснат града незабавно, отчасти за да се облекчи тежкия недостиг на храна.

## Втори етап
На 31 октомври Хинденбург е победен във Варшавско-Ивангородската операция и се изтегля от Варшава. Това принуждава и Бороевич да се изтегли от поречието на Сан и да изостави предложената от Конрад фон Хьотцендорф офанзива срещу Русия. На 9 ноември руснаците продължават обсадата си на Пшемишъл. Силите на Радко Димитриев се изтеглят от сектора на крепостта и се придвижват на север. Руската 11-а армия под командването на генерал Андрей Селиванов поема обсадните действия. За разлика от Димитриев, той решава да изчака градът да започне да измъчва гарнизона в Пшемишъл и той да се предаде. Към средата на 1914 г. руснаците неуморно обстрелват крепостта с артилерийски огън, целейки да принуди гарнизона в него да се предаде. През зимата австро-унгарските войски продължават да се сражават. Месеците на боеве водят до големи загуби и от двете страни, най-вече поради измръзване и болести, но австро-унгарските подкрепления така и не достигат Пшемишъл.
През февруари 1915 г. Бороевич прави още един опит да освободи Пшемишъл от примката му. Към края на месеца, обаче, всичките усилия за облекчаване на обсадата са се провалили, а Конрад фон Хьотцендорф информира Херман Кусманек фон Бургнойщеден, че няма да полага повече усилия по отношение на обсадата. Селиванов вече разполага с достатъчно артилерия, за да изравни крепостта със земята. Руснаците преминават северната защита на 13 март. Импровизирана линия на отбрана задържа руските атаки достатъчно дълго, за да може Кусманек фон Бургнойщеден да унищожи всичко в града, което би могло да бъде от полза на руснаците. На 19 март той нарежда внезапна офанзива в опит да се освободи от обсадата, но се оказва принуден да се изтегли обратно към града. Сред руините на града, той няма друг избор, освен да се предаде. На 22 март останалият гарнизон от 117 000 души се предава на руснаците. Сред пленените са девет генерали и 93 висши офицери.

## Последствия
Падането на Пшемишълската крепост кара много хора да вярват, че следващият ход на Русия ще е да предприеме голямо настъпление към Унгария. Тази очаквана офанзива така и не настъпва, но загубата на Пшемишъл представлява сериозен удар по австро-унгарския морал. Друг тежък момент е, че Пшемишъл е проектиран като гарнизон на 50 000 души и въпреки това над 110 000 австро-унгарски войници се предават с крепостта. Тя остава в ръцете на руснаците до лятото на 1915 г., когато спед Горлицкия пробив германците и австро-унгарците изтласкват руския фронт до Галиция. Пшемишъл остава австро-унгарски до октомври 1918 г., когато Източна Галиция се откъсва от Австро-Унгария и става част от новосъздадената независима полска държава. След тази загуба, Австро-Унгария започва все повече да разчита на германската помощ в своя сектор.